# Quito Challenger
Il Quito Challenger, noto in precedenza come Challenger ATP Club Premium Open e Cerveza Club Premium Open, è un torneo professionistico di tennis giocato sui campi in terra rossa dell'Arrayanes Country Club di Quito, in Ecuador. Fa parte dell'ATP Challenger Tour e si tiene annualmente dal 1995.

## Storia
Giocato ininterrottamente dal 1995 al 2014, non si sono tenute le edizioni del 2015 e 2016 e dopo quella del 2017 è stato reintrodotto nel 2021 come parte del circuito Legión Sudamericana, creato per aiutare lo sviluppo professionale dei tennisti sudamericani. L'edizione del 2022 è stata annullata pochi giorni prima che iniziasse per problemi di ordine pubblico.

## Albo d'oro

### Singolare
| Anno       | Campione                                      | Finalista                                     | Punteggio                                     |
| ---------- | --------------------------------------------- | --------------------------------------------- | --------------------------------------------- |
| 2022       | Non disputato per problemi di ordine pubblico | Non disputato per problemi di ordine pubblico | Non disputato per problemi di ordine pubblico |
| 2021       | Facundo Mena                                  | Gonzalo Lama                                  | 6–4, 6–4                                      |
| 2020- 2018 | Non disputato                                 | Non disputato                                 | Non disputato                                 |
| 2017       | Nicolás Jarry                                 | Gerald Melzer                                 | 6–3, 6–2                                      |
| 2016 2015  | Non disputato                                 | Non disputato                                 | Non disputato                                 |
| 2014       | Horacio Zeballos                              | Nicolas Jarry                                 | 6–4, 7–6(9)                                   |
| 2013       | Víctor Estrella Burgos                        | Marco Trungelliti                             | 2–6, 6–4, 6–4                                 |
| 2012       | João Souza                                    | Guillaume Rufin                               | 6–2, 7–6(4)                                   |
| 2011       | Sebastián Decoud                              | Daniel Muñoz de la Nava                       | 6–3, 7–6(3)                                   |
| 2010       | Giovanni Lapentti (4)                         | João Souza                                    | 2–6, 6–3, 6–4                                 |
| 2009       | Carlos Salamanca                              | Sebastián Decoud                              | 7–6(4), 6(5)–7, 6–4                           |
| 2008       | Giovanni Lapentti (3)                         | Riccardo Ghedin                               | 6–4, 6–4                                      |
| 2007       | Santiago Giraldo                              | Giovanni Lapentti                             | 7–6(4), 6–4                                   |
| 2006       | Chris Guccione                                | Guillermo Cañas                               | 6–3, 7–6(4)                                   |
| 2005       | Thiago Alves                                  | Marcos Daniel                                 | 1–6, 7–6(1), 6–2                              |
| 2004       | Giovanni Lapentti (2)                         | Răzvan Sabău                                  | 6–4, 6–3                                      |
| 2003       | Giovanni Lapentti (1)                         | Ricardo Mello                                 | 6–3, 6(8)–7, 6–3                              |
| 2002       | Dick Norman                                   | Giovanni Lapentti                             | 6–4, 6–3                                      |
| 2001       | Hugo Armando (2)                              | Luis Morejon                                  | 6(3)–7, 6–3, 7–6(5)                           |
| 2000       | Hugo Armando (1)                              | Patricio Arquez                               | 6–3, 6–4                                      |
| 1999       | Nicolás Massú (2)                             | Luis Morejon                                  | 6–2, 3–6, 6–3                                 |
| 1998       | Nicolás Massú (1)                             | Mariano Sánchez                               | 3–6, 6–3, 6–0                                 |
| 1997       | Mariano Puerta                                | Ramón Delgado                                 | 6–1, 7–5                                      |
| 1996       | Pablo Campana                                 | Luis Morejon                                  | 6–3, 6–2                                      |
| 1995       | Luis Morejon                                  | Jérôme Golmard                                | 6–4, 5–6 ritiro                               |

### Doppio
| Anno       | Campioni                                      | Finalista                                       | Punteggio                                     |
| ---------- | --------------------------------------------- | ----------------------------------------------- | --------------------------------------------- |
| 2022       | Non disputato per problemi di ordine pubblico | Non disputato per problemi di ordine pubblico   | Non disputato per problemi di ordine pubblico |
| 2021       | Alejandro Gómez Thiago Agustín Tirante        | Adrián Menéndez Maceiras Mario Vilella Martínez | 7–5, 6(5)–7, [10–8]                           |
| 2020- 2018 | Non disputato                                 | Non disputato                                   | Non disputato                                 |
| 2017       | Marcelo Arévalo Miguel Ángel Reyes Varela     | Nicolás Jarry Roberto Quiroz                    | 4–6, 6–4, [10–7]                              |
| 2016 2015  | Non disputato                                 | Non disputato                                   | Non disputato                                 |
| 2014       | Marcelo Demoliner João Souza                  | Duilio Beretta Martín Cuevas                    | 6–4, 6–4                                      |
| 2013       | Kevin King Juan-Carlos Spir                   | Christopher Diaz-Figueroa Carlos Salamanca      | 7–5, 6(9)–7, [11–9]                           |
| 2012       | Juan Sebastián Cabal Carlos Salamanca         | Marcelo Demoliner João Souza                    | 7–6(7), 7–6(4)                                |
| 2011       | Juan Sebastián Gómez Maciek Sykut             | Andre Begemann Izak van der Merwe               | 3–6, 7–5, [10–8]                              |
| 2010       | Daniel Garza Eric Nunez                       | Alejandro González Carlos Salamanca             | 7–5, 6–4                                      |
| 2009       | Santiago González (2) Travis Rettenmaier      | Michael Quintero Fernando Vicente               | 1–6, 6–3, [10–3]                              |
| 2008       | Hugo Armando (3) Leonardo Mayer               | Ricardo Mello Caio Zampieri                     | 7–5, 6–2                                      |
| 2007       | Brian Dabul Marcos Daniel                     | Hugo Armando Ricardo Mello                      | 4–6, 7–5, [10–7]                              |
| 2006       | Rogério Dutra da Silva Marcelo Melo           | Pablo Cuevas Horacio Zeballos                   | 6–3, 6–4                                      |
| 2005       | Hugo Armando (2) Glenn Weiner                 | Paul Capdeville Adrián García                   | 6–3, 6–1                                      |
| 2004       | Santiago González (1) Alejandro Hernández     | Łukasz Kubot Frank Moser                        | 2–6, 6–2, 6–4                                 |
| 2003       | Ricardo Mello Alexandre Simoni                | Hugo Armando Ricardo Schlachter                 | 6–3, 6–4                                      |
| 2002       | Hugo Armando (1) Kepler Orellana              | Eduardo Bohrer Ronaldo Carvalho                 | 6–2, 6–4                                      |
| 2001       | Ricardo Schlachter Rogier Wassen              | Hugo Armando Diego del Río                      | 6(8)–7, 6–4, 7–6(7)                           |
| 2000       | Francisco Costa Irakli Labadze                | Eric Nunez Martin Stringari                     | 6–2, 7–6(4)                                   |
| 1999       | Paulo Taicher Andres Zingman                  | Óscar Ortiz Marco Osorio                        | 7–5, 4–6, 7–5                                 |
| 1998       | Adriano Ferreira Óscar Ortiz                  | Kepler Orellana Jimy Szymanski                  | 6–3, 6–4                                      |
| 1997       | Bernardo Martínez Marco Osorio                | Ramón Delgado Martín García                     | 6–4, 6–4                                      |
| 1996       | Pablo Campana Nicolás Lapentti                | Nicola Bruno Mosè Navarra                       | 6–4, 6–4                                      |
| 1995       | Ivan Baron Ian Williams                       | Pablo Campana Nicolás Lapentti                  | 6–3, 3–6, 6–3                                 |